# Testpuntanalyse
Testpuntanalyse (TPA) is een methode die gebruikt kan worden voor het begroten van voor een test benodigde resources. 
Testpuntanalyse baseerde zich in oorspronkelijk op functiepuntanalyse. Inmiddels zijn er ook andere functional size measurement methoden (bijvoorbeeld COSMIC Full Function points) beschikbaar. De uit een dergelijke analyse verkregen scores worden verder bewerkt, en worden vermenigvuldigd met een wegingsfactor waarin onder meer elementen als het belang van de functie voor de gebruiker, de doorwerking ervan in het systeem en de complexiteit ervan, meewegen. 
Met behulp van deze methode wordt op basis van de omvang van het informatiesysteem en van het testscenario een begroting gemaakt voor de black-box testen (systeemtest en gebruikersacceptatietest).
Naast testpuntanalyse is het ook goed mogelijk om de benodigde omvang van de testinspanning op ervaringscijfers te baseren. 